# Arthur Qvist
Arthur Qvist, född 17 februari 1896 i Oslo, död 20 september 1973 i Ullensaker, var en norsk ryttare.
Qvist blev olympisk silvermedaljör i fälttävlan vid sommarspelen 1928 i Amsterdam.